# برونویل (نیوجرسی)
برونویل (به انگلیسی: Brownville) یک منطقهٔ مسکونی در ایالات متحده آمریکا است که در نیوجرسی واقع شده‌است. برونویل ۲٫۵۹۸ کیلومتر مربع مساحت و ۲٬۳۸۳ نفر جمعیت دارد و ۲۰ متر بالاتر از سطح دریا واقع شده‌است.